# József Szabó (calciatore 1896-1973)
József Szabó (Gönyű, 11 maggio 1896 – 17 marzo 1973) è stato un allenatore di calcio e calciatore ungherese, di ruolo difensore e centrocampista.

## Calciatore

### Caratteristiche tecniche
Era soprannominato Piroska, ovvero cappuccetto Rosso in ungherese, per la sua bassa statura e per il colore dei capelli. Era dotato di una grande forza di volontà, oltre che di velocità, resistenza e propensione per il gioco duro, dimostrandosi utile in tutte le zone del campo, dalla difesa all'attacco.

### Club
Szabó iniziò la carriera nel Győri ETO, club da cui fu ingaggiato dal Ferencváros nel 1919.
Nella stagione d'esordio ottenne il terzo posto della Nemzeti Bajnokság I 1919-1920. Con il club di Budapest rimase sino al 1924, vincendo la Magyar Kupa 1921-1922.
Dopo un breve ritorno al Győri ETO, passò al Szombathelyi AK e poi all'Haladás.
Durante una tournée con l'Haladás in Portogallo, fu convinto dai dirigenti del Nacional a trasferirsi nel paese iberico, ove poi rimase per il resto della sua vita.
L'anno dopo passò al Marítimo, sempre sull'isola di Madera, partecipando per la prima volta all'unica competizione nazionale portoghese dell'epoca, la coppa nazionale Campeonato de Portugal 1927, raggiungendo con il sodalizio di Funchal i quarti di finale.
Nel 1928 diventa allenatore-giocatore del Porto, ricoprendo questo duplice incarico sino al 1932.

### Nazionale
Szabó giocò sei incontri con la nazionale di calcio dell'Ungheria, indossando anche la fascia di capitano nella sfida amichevole di Cracovia contro la rappresentativa polacca nel maggio 1922.

## Allenatore
(József Szabó)
Venne conosciuto come "Mestre Szabó", ovvero "Maestro Szabó", ed è considerato come colui che introdusse l'idea di scuola-calcio nel paese lusitano.
Dal 1928 divenne allenatore-giocatore del Porto. Con i Dragões raggiunse la finale del Campeonato de Portugal 1931, persa contro il Benfica. L'edizione seguente invece si concluse con la vittoria finale del club guidato da Szabó. Dal 1932 rinunciò all'attività agonistica, rimanendo comunque alla guida del Porto sino al 1935, vincendo la prima edizione del campionato portoghese, la Primeira Liga Experimental 1934-1935.
Nel 1935 passa al Braga, convincendo i dirigenti del club a cambiare i colori sociali dal bianco-verde in rosso-bianco in onore degli inglesi dell'Arsenal, squadra che aveva visto giocare all'Highbury.
Nel 1936 diventa l'allenatore dello Sporting Lisbona, dando inizio ad un lungo periodo di successi per il club capitolino. Tra il 1936 ed il 1944 vinse due campionati e tre coppe nazionali.
Scoprì e formò personalmente, dedicandogli sessioni di allenamento esclusive, Fernando Peyroteo, che divenne uno dei più prolifici attaccanti portoghesi della storia.
Dopo un nuovo passaggio al Braga, ritorna per due stagioni al Porto ottenendo il terzo posto nella Primeira Divisão 1946-1947. Nella stagione 1947-1948 ottiene l'undicesimo posto in campionato con l'Olhanense. Tra le successive esperienze è da ricordare il suo terzo ritorno al Braga, che guiderà per due stagioni in massima serie ottenendo piazzamenti di metà classifica. Tornò al Braga una quarta volta, ottenendo due quinti posti tra il 1953 ed il 1955.
Nella stagione 1952-1953 ottiene il dodicesimo posto in massima serie con l'Atlético CP. Nella stagione 1955-1956 è al Caldas con cui ottiene l'undicesimo posto finale.
Dopo alcune esperienze nelle serie minori, nella stagione 1958-1959 è alla guida del Torreense, con cui conclude il campionato al quattordicesimo ed ultimo posto. Nella stagione 1960-1961 ritorna al Braga, club con cui retrocede in cadetteria al termine del campionato.
Dal 1962 al 1964 è alla guida per due stagioni del Barreirense nella massima serie, con cui retrocede in cadetteria al termine della Primeira Divisão 1963-1964.
Al termine della carriera si recò in Angola, allora colonia portoghese, ove divenne il commissario tecnico della rappresentativa locale.

## Statistiche

### Cronologia presenze e reti in nazionale
| Cronologia completa delle presenze e delle reti in nazionale ― Ungheria | Cronologia completa delle presenze e delle reti in nazionale ― Ungheria | Cronologia completa delle presenze e delle reti in nazionale ― Ungheria | Cronologia completa delle presenze e delle reti in nazionale ― Ungheria | Cronologia completa delle presenze e delle reti in nazionale ― Ungheria | Cronologia completa delle presenze e delle reti in nazionale ― Ungheria | Cronologia completa delle presenze e delle reti in nazionale ― Ungheria | Cronologia completa delle presenze e delle reti in nazionale ― Ungheria |
| Data                                                                    | Città                                                                   | In casa                                                                 | Risultato                                                               | Ospiti                                                                  | Competizione                                                            | Reti                                                                    | Note                                                                    |
| ----------------------------------------------------------------------- | ----------------------------------------------------------------------- | ----------------------------------------------------------------------- | ----------------------------------------------------------------------- | ----------------------------------------------------------------------- | ----------------------------------------------------------------------- | ----------------------------------------------------------------------- | ----------------------------------------------------------------------- |
| 7-11-1920                                                               | Budapest                                                                | Ungheria                                                                | 1 – 2                                                                   | Austria                                                                 | Amichevole                                                              | -                                                                       |                                                                         |
| 24-4-1921                                                               | Vienna                                                                  | Austria                                                                 | 4 – 1                                                                   | Ungheria                                                                | Amichevole                                                              | -                                                                       |                                                                         |
| 14-5-1922                                                               | Cracovia                                                                | Polonia                                                                 | 0 – 3                                                                   | Ungheria                                                                | Amichevole                                                              | -                                                                       | cap.                                                                    |
| 15-6-1922                                                               | Budapest                                                                | Ungheria                                                                | 1 – 1                                                                   | Svizzera                                                                | Amichevole                                                              | -                                                                       |                                                                         |
| 13-7-1922                                                               | Helsinki                                                                | Finlandia                                                               | 1 – 5                                                                   | Ungheria                                                                | Amichevole                                                              | -                                                                       |                                                                         |
| 6-5-1923                                                                | Vienna                                                                  | Austria                                                                 | 1 – 0                                                                   | Ungheria                                                                | Amichevole                                                              | -                                                                       | 72’                                                                     |
| Totale                                                                  |                                                                         | Presenze                                                                | 6                                                                       |                                                                         | Reti                                                                    | 0                                                                       |                                                                         |

## Palmarès

### Calciatore

#### Club
- Coppa d'Ungheria: 1

Ferencvaros: 1922
- Taça de Portugal: 1

Porto: 1932

### Allenatore
- Taça de Portugal: 5

Porto: 1932
Sporting Lisbona: 1936, 1938, 1940-1941, 1953-1954
- Campionato portoghese: 4

Porto: 1934-1935
Sporting Lisbona: 1940-1941, 1943-1944, 1953-1954
- Coppa Iberica: 1

Porto: 1935